# Costus mulus
Costus mulus är en enhjärtbladig växtart som beskrevs av Meekiong, Ipor och Tawan. Costus mulus ingår i släktet Costus och familjen Costaceae. Inga underarter finns listade.